# Mauritánia hívójelkörzetei
Mauritánia jelenleg (2024) nincs felosztva hívójelkörzetekre.
A Mauritánia számára az ITU a 5T hívójelprefixet határozta meg.
| Prefix | Körzet | Hely/jelleg | ITU zóna | CQ zóna | 1 szintű QTH lokátor |
| ------ | ------ | ----------- | -------- | ------- | -------------------- |
| 5T     | [0..9] | Mauritánia  | 46       | 35      | IL, IK               |

## Lajstromjel
Vízi és légi járművek lajstromjelezéséhez a 5T prefixet használják.